# Método Moderno de Tupi Antigo
Método moderno de tupi antigo: a língua do Brasil dos primeiros séculos é um curso de tupi de autoria do filólogo e lexicógrafo Eduardo de Almeida Navarro. Sua finalidade básica é tornar acessível o aprendizado desse idioma, de modo que ele não fique restrito a meios acadêmicos.
O tupi antigo é o idioma indígena que mais importância teve na construção cultural do Brasil. Por meio de vocabulário e muitos exercícios, o objetivo da obra é capacitar o aluno a ler os textos quinhentistas e seiscentistas nessa língua indígena clássica. Há também a preocupação de mostrar a influência e penetração do tupi antigo na língua portuguesa, na toponímia do Brasil e em sua literatura. Seu autor, especialista em tupi e professor titular da Universidade de São Paulo, é considerado uma das grandes referências na área.
Para além de ser um título incontornável a quem busca aprender sobre o tupi, o livro também é utilizado por comunidades indígenas para a revitalização linguística da língua de seus ancestrais.

## Histórico da obra
Método moderno de tupi antigo foi lançado pela primeira vez em 1998. Graças à ampla cobertura midiática que recebeu às vésperas da celebração dos 500 anos da chegada dos portugueses ao Brasil, a obra ganhou patrocínio da Fiesp e foi publicada pela Editora Vozes.
Atualmente, a terceira edição, que é a mais recente delas, é impressa pela Global Editora.

## Estrutura e conteúdo
Método moderno de tupi antigo é dividido em 36 lições, que se iniciam sempre por meio de um texto em tupi contextualizado ao ambiente indígena. Após cada texto, as palavras novas aparecem em um vocabulário, ao qual se seguem explicações gramaticais. A partir da 25.ª lição, começa-se a fazer uso de passagens originais nesses textos introdutórios.
Embora a literatura em tupi antigo seja de cunho predominantemente religioso, exploram-se ao máximo os escritos sem tal aspecto, como os de Jean de Léry, os de Claude d'Abbeville e os dos índios Camarões. A título de exemplo, na 35.ª lição, lê-se o discurso inteiro realizado pelo índio Itapucu [en] em 1613 no Palácio do Louvre, diante de centenas de pessoas, dentre as quais membros da corte francesa e o próprio rei, Luís XIII.
| “         | Xe putupab ne reburusu resé, ne repîaka, apŷaba opakatu ne remimbo'e sekóreme. | ” |
| — Itapucu |                                                                                |   |

Todas as lições, com exceção da última, apresentam numerosos exercícios para a prática e fixação dos tópicos gramaticais recém-aprendidos. O contato com textos originais se dá já a partir da segunda lição, e na nona o aprendiz é, pela primeira vez, posto a traduzir excertos de poemas escritos em tupi antigo por José de Anchieta. Em seguida, costuma-se encontrar uma seção intitulada O tupi em nossa toponímia e no português do Brasil, em que se aprende a dar os significados de nomes de lugares e de termos do português brasileiro. Existem também textos de leitura complementar ao fim de cada lição.
Nas últimas páginas do livro, há os índices do vocabulário tupi-português e português-tupi. Encontram-se neles os números das páginas em que a acepção de determinada palavra aparece em uma lista pela primeira vez.